# Renia morosalis
Renia morosalis là một loài bướm đêm trong họ Noctuidae.